# Начални и основни училища в Сан Матео, Калифорния
Училищата в средното образование в гр. Сан Матео, щата Калифорния, САЩ се различават по възраст на обучаваните ученици, продължителност на обучението и образователна степен.
Началните училища (от началния курс на средното образование, на английски: elementary school – елементарно училище) имат обикновено от I до V клас. Основните училища (от средния курс на средното образование, middle school – средно училище) имат най-често от V до VIII клас. Средните училища (от горния курс на средното образование) провеждат обучение за следващите възрастови групи.
Следват поотделно началните и основните училища в града с техните наименования в оригинал и съответствия на български.

## Начални училища
- Audubon Elementary School (Начално училище „Одъбън“)
- Baywood Elementary School (Начално училище „Бейуд“)
- Beresford Elementary School (Начално училище "Берсфорд)
- Brewer Island Elementary School (Начално училище „Бруър Айлънд“)
- Fiesta Gardens Elementary School (Начално училище „Фиеста Гардънс“)
- Foster City Elementary School (Начално училище „Фостър Сити“)
- George Hall Elementary School (Начално училище „Джордж Хол“)
- Highlands Elementary School (Начално училище „Хайландс“)
- Horrall Elementary School (Начално училище „Хоръл“)
- Laurel Elementary School (Начално училище „Лорел“)
- Meadow Heights Elementary School (Начално училище „Медол Хайтс“)
- North Shoreview Montessori Elementary School (Начално училище „Норт Шорвю Монтесури“)
- Park Elementary School (Начално училище „Парк“)
- Parkside Elementary School (Начално училище „Парксайд“)
- Sunnybrae Elementary School (Начално училище „Сънибрей“)

## Основни училища
- Abbott Middle School (Основно училище „Абът“)
- Bayside Middle School (Основно училище „Бейсайд“)
- Borel Middle School (Основно училище „Борел“)
- Bowditch Middle School (Основно училище „Боудич“)

## Други училища
- Turnbull Learning Academy (Учебна академия „Търнбул“)